# Важинський Ярослав Володимирович
Яросла́в Володимирович Важи́нський (нар. 21 березня 1994, Донецьк) — український футболіст, воротар «Альянса».

## Клубна кар'єра
Народився 21 березня 1994 року. У ДЮФЛУ захищав кольори донецького «Металурга», іллічівського «Моноліта», маріупольського «Іллічівця» та донецького «Шахтаря».
У 2011 році підписав перший професійний контракт із донецьким «Шахтарем», але за головну команду «гірників» так і не зіграв жодного поєдинку. Натомість із 2011 по 2014 рік виступав у складі друголігового фарм-клубу «гірників», «Шахтаря-3». За цей час за донецьку команду в чемпіонатах України відіграв 25 матчів, у яких пропустив 37 м'ячів. Із 2014 по 2015 рік виступав у складі «Сум», провівши за них 31 матч та пропустивши 48 м'ячів у Першій лізі.
У лютому 2016 року підписав однорічний контракт з іншим представником Першої ліги чемпіонату України, маріупольським «Іллічівцем». Проте пробитись до першої команди не зумів і виступав за друголіговий фарм-клуб приазовців, «Іллічівець-2», за який у сезоні 2016/17 зіграв 13 матчів, після чого влітку покинув клуб.
Влітку 2017 року на правах вільного агента перейшов у першоліговий «Миколаїв».

## Кар'єра у збірній
На юнацькому рівні Ярослав захищав кольори збірної України. У лютому 2011 року головний тренер юнацької збірної України U-17 Юрій Мороз викликав його до табору збірної, у футболці якої він відіграв 1 поєдинок.